# الجريدا (بدبدة)

تعديل مصدري - تعديل

الجريدا هي إحدى قرى عزلة الجريدا بمديرية بدبدة التابعة لمحافظة مأرب، بلغ تعداد سكانها 1714 نسمة حسب تعداد اليمن لعام 2004.